# Kortspillerne

Kortspillerne er en maleriserie på fem malerier af Paul Cézanne fra 1890'erne. Fire af billederne findes på museerne, Metropolitan Museum of Art i New York City, Barnes Foundation i Merion, Pennsylvania, Musée d'Orsay i Paris og Courtauld Institute Galleries i London, mens det femte i 2011 blev købt af kongefamilien i Qatar for mellem 250 og 300 millioner $.